# جون دي ولف
جون دي ولف (بالهولندية: John de Wolf)‏ (مواليد 10 ديسمبر 1962) هو لاعب كرة قدم. يلعب مع منتخب هولندا لكرة القدم. سبق له أن لعب في كأس العالم لكرة القدم مع منتخب بلاده.

## روابط خارجية
- جون دي ولف على موقع IMDb (الإنجليزية)

- جون دي ولف على موقع الاتحاد الدولي (مؤرشف)  (الإنجليزية)
- جون دي ولف على موقع قاعدة بيانات كرة القدم.إي يو (الإنجليزية)
- جون دي ولف على موقع ناشيونال فوتبول تيمز (الإنجليزية)